# Nishi-ku (Osaka)
Nishi-ku (西区?, Nishi-ku, lett. quartiere ovest) è uno dei 24 quartieri di Ōsaka, in Giappone. Comprende la parte occidentale del centro cittadino, si estende su un'area di 8,2 km² e, al 1º febbraio del 2012, contava una popolazione di 86.743 abitanti. L'area fu gravemente danneggiata durante la seconda guerra mondiale, e la ricostruzione iniziò solamente negli anni sessanta.

## Punti di interesse
- Osaka Dome
- Parco di Utsubo
- Biblioteca centrale di Osaka

## Stazioni ferroviarie principali
- Metropolitana di Osaka
  - Linea Yotsubashi
    - Higobashi - Hommachi - Yotsubashi

  -  Linea Chūō
    - Kujō - Awaza

  -  Linea Sennichimae
    - Awaza - Nishi-Nagahori

  -  Linea Nagahori Tsurumi-ryokuchi
    - Dome Mae Chiyozaki - Nishi-Nagahori - Nishiōhashi
- Ferrovie Hanshin
  - ■ Linea Hanshin Namba
    - Kujō - Dome-mae Chiyozaki